# 音素
音素（、英: phoneme）は、言語学・音韻論において、音声学的な違いはどうであれ、心理的な実在として、母語話者にとって同じと感じられ、また意味を区別する働きをする音声上の最小単位となる音韻的単位である。

## 概略
音素は次の特徴を持つ。
- 弁別的 (英: distinctive) な価値を持つ。すなわち、音素の違いは意味の違いをもたらす。
- ある音素の実際の音価は、その周囲の音的環境から予測可能である。

場合によっては、子音や母音、半母音をまとめて分節音素（英: segmental phonemes）と総称し、分節音素を越えて見られる要素、つまり声調やイントネーションを含む音の高さ（英: pitch）、強勢またはアクセント、連接（英: juncture）をまとめて超分節音素（英: suprasegmental phonemes）と総称することがある。
ロシアの言語学者ボードゥアン・ド・クルトネが初めてその概念を提唱した。

## 定義
ある音声の相違が言語体系に何をもたらすのか、それは意味の区別であり、意味の区別に用いられる音声の相違は「音韻的対立」と呼ばれる。この「音韻的対立」こそが、言語の分析を行う上で重要な要素でもある。
例えば、cat /kǽt/とdog /dɔ:g/は互いに語の意味が異なるので、音韻的対立を成している。また、cat – dogという対立の項は、音韻的単位であるものの、この2つの音韻的単位には何ら共通点が存在しない。
だが、pen /pen/とman /mǽn/を考えてみると、cat - dogと同じように、両者は互いに語の意味が異なるので、音韻的対立を成している。しかし、cat – dogの対立と違う点は、最後の音が/n/で共通していることである。このことから、/pe/と/mǽ/という2つの音韻的単位を抽出することが出来る。つまり、penとmanは、/pe/と/mǽ/の違いにより、前者はペン、後者は男という意味が与えられる。
また、/pe/と/mǽ/は、更に小さな音韻的単位に細分化できる。penの/pe/はpen /pen/ - ben /ben/とpen /pen/ - pin /pɪn/の対立から、/p/と/e/という音韻的単位が抽出でき、/mǽ/もman /mǽn/ - pan /pǽn/とman /mǽn/ - men /men/の対立により、/m/と/ǽ/という音韻的単位が抽出できる。
さて、クルトネの影響を受けたプラハ学派音韻論の音素の定義は以下の通りである。
1. 音素（Phoneme）は、より小さな単純な音韻的単位に分解することの出来ない音韻的単位である。
2. 音韻的単位は、ある音韻的対立の各項である。
3. 音韻的対立は、ある言語において知的意味を区別するのに用いられる音声的相違である。

（1）は音素が1番小さな音韻的単位であること、（2）は音韻的単位によって英単語の意味を区別する「音韻的対立」が可能になること、（3）は音韻的対立によって2つの音声の違いが区別されることを意味する。
また、（1）にある「より小さな単純な音韻的単位」についてだが、我々が知っている音素、例えば/p/を、この音を構成している音声特徴（e.g. 両唇音、破裂音）に分解すれば、その音声特徴が1番小さな音韻的単位になってしまう。だが、音声特徴はその音がどのような特徴を有するかを示すものであり、音そのものではない。
これについて、Josef Vachekという音韻論学者が、次のような主張をしている。
- 音韻的単位を「同時的（simultaneous）」なものと、「連続的（successive）」なものに分類せよ。

例えばpan /pǽn/は、/p/-/ǽ/-/n/という3つの音韻的単位の連続によって発音でき（「連続的」な音韻的単位）、それぞれの音韻的単位、例えば/p/は、無声音、両唇音、破裂音とい3つの音声特徴が同時に出現することで発音できる（「同時的」な音韻的単位）。
また、音声特徴は同時に出現することでその音を発音することが出来、仮に無声→両唇→破裂のように、連続的に出現するものではない。従って、Vachekは音素について、音声特徴という同時的音韻的単位に分解できるが、これ以上連続的音韻的単位に分解できないものである、とした。更に、このVachekの考えを受け、Трубецкойは（1）の定義について、次のように改訂した。
1. 音素（Phoneme）は、より小さな連続的音韻的単位である。

## 音素表記
音素表記（、英: phonemic transcription）は音素列として捉えた言語音声を文字列で表現したものである。
音素は音声言語において心理的に発生する実体であり、文字と独立した存在である。しかし音素に関する議論をするうえでテキストに書き記せないのは不便であるため、表記（英: transcription）がしばしば導入される。音素は離散的な存在であるため、各音素に文字を割り当てればこれが実現できる。このようにして音声を音素列と捉えて文字列表現したものが音声表記である。
表記は割り当てつまりシンボルであるため、音素にどんな文字を割り当てても原理的には問題無い（参考: シニフィアンとシニフィエ）。例えば現代日本語標準語「 あ」に見出される母音音素に「i」を割り当てもよい。しかし音素は実際の音と強く結びついているため、わかりやすさのために各音素に対応する単音の発音記号をシンボルとする場合が多い。例えば「 あ」の音声表記は [ä] なのでこの母音音素に「a」を割り当てることが多い。
慣習として、シンボル列をスラッシュで挟むことで音素表記とする（例:  あ → /a/ ）。シンボルは代表的な発音記号である国際音声記号から援用することが多い（あくまで援用）。

## 音声と音素
音声表記と音素表記はいずれもよく用いられ、俗には混同されることが少なくないが、両者間には明確な違いがある。
以下に表の形で違いを対照しておく。
|                      | 音声表記 | 音素表記 |
| -------------------- | --- | --- |
| 記述対象             | 人類が発するあらゆる言語音 | 対象とする一言語の、話者が認識している言語音 |
| 意図                 | 言語音をありのままに記述し、記述したものから正確に音声を再現できること。 → 網羅的に、精密に、客観的に。                               | 対象となる言語の音声を解釈・整理し、「話者が認識している音」の連なりとして再構成してみせること。ひいては、その言語の音韻構造、さらには統語構造などに内側から光をあてること。 → 話者の直観に沿う形で、かつ合理的、体系的に。 |
| 記号の定義           | 国際音声学会により国際音声記号としてあらかじめ定義されている。その数は150個以上。補助記号つきも数えれば、さらに数倍から数十倍になる。 | 言語ごとに慣例的におおむね決まっているが、研究成果に応じて研究者が改訂を試みることも可能。記号の数は対象言語の音素数に等しい理屈だが、多くの場合たかだか数十個。                                                            |
| 例 日本語 「人格者」 | [ʥĩŋ̍kakɯ̥ɕa] - 通常 [ ] でくくって記述する。 ※厳密さの度合いなどによって異なる表記もあり得る。                                         | /zinkakusja/ - 通常 / / でくくって記述する。 ※解釈の流儀により異なる表記もあり得る。 |

このように、音声表記がきわめて普遍的な性質をもち、他言語の音声同士を比較するようなことも頻繁に行われるのに対し、音素表記は個々の言語内でそれぞれに定義され完結しているもので、言語同士の比較に耐えるようなものではない。
たとえば日本語の音素表記で /h/ は長音「ー」の記号として用いられることが多いが、別の言語ではこれが子音 [ħ] の音標に使われているとか、日本語、中国語、フランス語、イタリア語の /r/ がそれぞれ全く違う音に聞こえる、とかいったことが起こるが、そもそも他言語の音素表記同士を比較すること自体が無意味なことであると言える。
多数の音標を扱わざるを得ない音声表記が独自の特殊な記号をあらかじめ多数用意しているのに対し、音素表記では記号の数は比較的少数で済むため、特殊な記号に頼る必要が比較的少ない。
日本語の [ɯ]、[ɾ] をそれぞれ /u/、/r/ で記述するなど、扱いやすくて直観的にもわかりやすい「普通のアルファベット」を多用するのが一般的である。

## 音素の認定方法
音はさまざまな条件のもとで異なって発音されるが、言語話者によって同じ音だと認識される場合、それぞれの音は音素が同じということになり、それぞれの音はある音素の異音と呼ぶ。ミニマル・ペアを使うことによってその言語がもつ音素の範囲が特定できる。
例えば、日本語の音素/h/は、/a, e, o/の前では無声声門摩擦音[h]であるが、/i/の前では無声硬口蓋摩擦音[ç]、/u/の前では無声両唇摩擦音[ɸ]となる。これらの音はそれぞれ/h/の異音である。
上記の例のような異音は必ず決まった条件のもとで現れ、ある音が現れるときはそこに別の音が現れない。このことを相補分布しているといい、このような異音を条件異音という。またある言語では無気音の[k]と有気音の[kʰ]で意味を弁別して両者は異なる音素として現れるが、日本語では/k/が有気音であっても無気音であっても意味を区別しない。よって[k]と[kʰ]は日本語の音素/k/の異音であるが、その現れる条件は決まっていないので自由異音と呼ばれる。
ただし、ミニマルペアと相補分布だけで音素は判断できず、音声の類似性も重要である。たとえば英語では 音節頭にしかない [h] と音節末にしかない [ŋ] は相補分布しミニマルペアを持たないが、音声に類似がないため同じ音素とはみなされない。

## 日本語の音素
音素の認定には心理的・物理的な基準など様々な要素があり、また音素表記を何のために使うかによっても変わってくる。このため概説書のなかでも学者により大きく異なる場合がある。また学派によって音素に関する考え方が異なり、認知言語学のように音素を認めない立場がある。
一般的な説では、現代日本語の音素は次のようになる。ただし細部については論争がある。
| 母音       | /a/, /i/, /u/, /e/, /o/                                         |
| 子音       | /k/, /s/, /t/, /c/, /n/, /h/, /m/, /r/, /g/, /z/, /d/, /b/, /p/ |
| 半母音     | /j/, /w/                                                        |
| 特殊モーラ | /n/, /q/, /h/                                                   |

以上のうちわかりにくいものを補説すると、/c/ は「ち」「つ」の子音（下記参照）、/j/ は一般のローマ字で y と書かれる「や行」の子音および拗音の要素、/n/, /q/,  /h/ はそれぞれ撥音「ん」、促音「っ」、長音「ー」に相当する音素である。
なお、/j/ の代わりに /y/、/h/ の代わりに /r/ を使ったり、特殊モーラのスモールキャピタルの代わりに普通の大文字を使うこともある。しかし、音素の記号は互いに区別できることだけが重要であり、使用する文字の種類は本質的な違いではない。

### 特殊モーラ
撥音「ん」は音環境により [n, m, ŋ, ɴ, ã, ẽ, ĩ, õ, ɯ̃] とさまざまな音価を取るが、これらは相補的な異音であり、同じ音素 /n/ とみなされる。促音「っ」も同様に /q/ とされる。
長音符「ー」については論争があり、/h/ を立てず母音音素の繰り返しとする説もある。ただしミニマルペア「里親（サトオヤ）」と「砂糖屋（サトーヤ）」のような例があるので、これらを弁別する工夫が必要になる。ア行子音 /’/ を立てる説、繰り返し用の母音音素 /u/,  /i/ を立てる説があり、「里親」「砂糖屋」のそれぞれのモデルでの音素表現は次のようになる。
| 里親       | 砂糖屋    |
| ---------- | --------- |
| /satooja/  | /satohja/ |
| /sato’oja/ | /satooja/ |
| /satooja/  | /satouja/ |

### /c/
「ティー (tea)」と「チー（吃）」のようなミニマルペアがあるので、「ティ」を /ti/ とするなら「チ」には /ti/ とは別の音素が必要であり、/ci/ で表す。同様に「トゥ」/tu/ に対し「ツ」を /cu/ とする。「ツァ、ツェ、ツォ」は /ca, ce, co/、「チャ、チュ、チェ、チョ」は /cya, cyu, cye, cyo/ となる。このモデルでは、「チ」と「ツィ」は（「シ」と「スィ」のように）異音の違いとなる。
いっぽう、形態論的に「勝つ」という動詞の活用を分析するにあたり、/kata-/ /kaci/…と分けるよりは/kat/を語幹として分析する方が合理的だとする立場からは別に音素は立てられない。ただしこの場合、「ティ」「トゥ」「ツァ」等の扱いが問題になる。
/c/ を立てる立場からは、ある条件で /t/ が /c/ に変化するという生成音韻論的な推移則を立てて、活用の問題に対処する。この場合、ワ行五段活用で /w/ が /∅/（∅は何もないことを示す）に変化する（「会う」は /awa-/ /ai-/ … と活用する）ことの類例と考えることができる。

### 鼻濁音
鼻濁音の子音 [ŋ] は /ɡ/ の異音とされることが多い。しかし、「オオカ゚ラス (大烏)」と「オオガラス (大硝子)」がミニマルペアをなすという説もあり、その場合、/g/ とは別の音素 /ŋ/ が必要になる。

## 音素文字
音素をそのまま文字として表記するものを、音素文字と呼ぶ。音素文字には、子音あるいは特定の音節を表す基本字母に、母音を表す特殊記号を付加、または字形を変形して一般の音節を表記するアブギダ、子音のみで構成されるアブジャド、そして母音と子音をあらわす文字のあるアルファベットの3つの種類がある。現代において使用される音素文字は、純粋なアブジャドであるフェニキア文字から派生したと考えられている。フェニキア文字はギリシアへ伝わって母音をあらわすアルファベットであるギリシア文字へと変化し、ラテン文字やキリル文字などの文字を生み出した。また、フェニキア文字の変化したアラム文字はインドへと伝わり、世界初のアブギダであるブラーフミー文字を生み出した。この文字の一派はデーヴァナーガリー文字やタイ文字など多くの文字を生みだし、現代においても南アジアから東南アジアにかけての多くの文字はアブギダに属するものとなっている。純粋なアブジャドは現代においては使用されていないが、アラビア文字やヘブライ文字などは純粋ではないがアブジャドに属する。また、音素文字、特にアルファベットは母音も子音も表記する文字があることから表記法を策定しやすく、19世紀以降世界各地の無文字言語が文字を導入する際にはほとんどがアルファベット、なかでもラテン文字を導入した。
表語文字である漢字を使用する中国や、音節文字である仮名文字と漢字を併用する日本などいくつかの文化圏を除いて、現在世界において使用されている文字のかなりが音素文字に属するものである。アルファベットはヨーロッパを中心に南北アメリカ大陸やオセアニアにおいて使用され、アブギダは南アジアから東南アジアにかけて広く使用され、アブジャドは中東で主に使用されている。

## 音素環境
音素環境（、英: phoneme  context）はある音素が置かれている音声内の環境である。
音素は「前後に別の音素がある」「単独である」「ピッチ上昇の途上に位置している」など、様々な状況に置かれる。これを音素環境という。音素環境は音素と実際の音の対応付けを変えうる（参考: 文脈効果）。
音素環境の例として以下が挙げられる：
- 先行音素[12][13]
- 後続音素[12][13]
- 音高[13]
- 話速[13]
- パワー[13]
- アクセント[13]
- 文の長さ[13]
- 感情[13]

## 文脈効果
文脈効果（、英: context effect）は音素と実際の音の対応付けが音素環境により変化するという効果である。
文脈効果の例として以下が挙げられる：
- 硬口蓋化[15]
- 長音化[16]
- 調音結合（わたり音）

音声生成の観点から見ると、文脈効果は調音と音響により発生する。例えば音素の調音部位が前の音素と異なると、前の音素に引っ張られて調音部位が微妙にずれ、これが文脈効果として現れる。また音素環境によって異なる気流の状態によっても音響的な差異が生まれ、これも文脈効果として現れる。